# Onthophagus ocellatopunctatus
Onthophagus ocellatopunctatus é uma espécie de inseto do género Onthophagus, família Scarabaeidae, ordem Coleoptera.
Foi descrita cientificamente por Waterhouse em 1875.